# Indigofera montana
Indigofera montana är en ärtväxtart som beskrevs av Joseph Nelson Rose. Indigofera montana ingår i släktet indigosläktet, och familjen ärtväxter. Inga underarter finns listade i Catalogue of Life.